# NGC 259
NGC 259 é uma galáxia espiral (Sbc) localizada na direcção da constelação de Cetus. Possui uma declinação de -02° 46' 33" e uma ascensão recta de 0 horas, 48 minutos e 03,2 segundos.
A galáxia NGC 259 foi descoberta em 13 de Dezembro de 1786 por William Herschel.